# Haïm Attar
Pour les articles homonymes, voir Attar.
Haïm Attar (חיים אתר) compte parmi les pionniers venus s'installer en Palestine et participe activement à l'assèchement des marécages de Galilée. Il est l'un des premiers artistes de la vallée de Jezreel à avoir étudié à Paris.
Haïm Attar, de son vrai nom "Apteker", naît le 18 décembre 1902 à Zlatopol en Ukraine. Il est éduqué dans la pure tradition juive, et de sa propre initiative adhère dès son jeune âge à l'organisation sioniste Pirhé-Tzion. Attar participe également à la défense des communautés juives, lors des pogromes de 1919 en Ukraine.
En 1922, il émigre en Palestine et fonde avec d'autres le kibboutz Eïn-Harod, qu'il habitera jusqu'à sa disparition en 1953.
Financé par son kibboutz, Haïm Attar part pour Paris en 1933 et de 1937 à 1938. Il y rencontre de nombreux artistes-peintres juifs originaires d'Europe de l'Est, dont Chaïm Soutine. Attar peint particulièrement des portraits et des natures mortes. Il prend comme principaux modèles son épouse, ses fils et les membres de Eïn-Harod. Comme ses collègues juifs originaires d'Europe orientale ayant vécu à Paris, on retrouve dans ses œuvres de nombreux sujets issus de la tradition juive.
Haïm Attar fonde en 1937 à Eïn-Harod, une école d'art. En 1948, le kibboutz crée en son souvenir un musée d'art lui étant dédié, et devenu depuis le plus important musée d'art du Nord d'Israël.